# Pembroke College (Cambridge)
Pembroke College (Cambridge) – trzecie najstarsze kolegium wchodzące w skład Uniwersytetu w Cambridge. Jedno z największych oraz, według nieoficjalnej Tabeli Tompkinsa, kolegium cieszące się bardzo dobrymi wynikami. 
Kaplica należąca do kolegium była pierwszą zaprojektowaną przez architekta Christophera Wrena. 

## Historia
W dzień Bożego Narodzenia w roku 1347, król Edward III przyznał Marie de St Pol, wdowie po Księciu Pembroke i uważanej za fundatorkę koledżu, licencję uprawniającą do założenia nowej instytucji kształcącej w ramach Uniwersytetu w Cambridge. Powstały pierwsze budynki uczelniane, które utworzyły tzw. Old Court: kaplica, sala wykładowa, pomieszczenia dla nauczycieli i studentów. Oryginalny dziedziniec był początkowo najmniejszy, później, w XIX wieku został rozbudowany. Budynek, który jest jednocześnie bramą wejściową, jest najstarszym tego typu budynkiem w Cambridge.